# Статуа Буде у Лешану
Статуа Буде у Лешану (кинески: 樂山大佛) камена је статуа висине 71 метар, исклесана између 713. и 803. године (током владавине династије Танг), која приказује Маитреју. Урезана је на падини кречњачког пешчаника који лежии на ушћу реке Мин у реку Даду у јужном делу провинције Сичуан у Кини, близу града Лешан. Камена скулптура окренута је према планини Емеи, а реке јој теку испод ногу. То је највећа и највиша камена статуа Буде на свету и свакако је највиша древна статуа на свету.
Читаво подручје планине Емеи, укључујући и подручје џиновског Буде у Лешану, на попису је Унескове светске баштине од 1996.године.

## Историја
Изградња је започета 723. године, предвођена кинеским монахом по имену Хаи Тонг. Надао се да ће Буда смирити узбуркане воде које су мучиле бродове који су пловили реком. Када је финансирање пројекта било у опасности, каже се да је ископао себи очи како би показао своју побожност и искреност. Након његове смрти, међутим, радови су заустављени због недовољног финансирања. Статуа је у то време била завршена само од рамена нагоре. Неколико година касније, ученици Хаи Тонга наставили су рад на статуи уз финансијску подршку локалног званичника по имену Жангчу Ђианкианг. следбеници Хаи Тонга наставили су градњу до колена, када је градња заустављена јер је Жангчу Ђианкианг позван да ради на краљевском двору у Чанг’ану. Отприлике 70 година касније, ђиедуши Веи Гао је одлучио да спонзорише пројекат и изградњу су довршили ученици Хаи Тонга 803. године.
До почетка владавине северне династије Сунг, џиновски Буда је био оронуо - тело је било прекривено маховином, а дрвени павиљон се срушио. Током владавине цара Рензонга, на џиновском Буди је извршена велика рестаурација, а и дрвени павиљон је обновљен. Од тада недостају записи о разарању и обнови Буде, а изворни храм, храм Лингјун, ратом је уништаван много пута.
Очигледно је масивна конструкција довела до тога да је огромна количина камена уклоњена са литице планине и одложена у реку испод да је речна струја изгубила силу, чинећи реку сигурном за пролазак бродова.
Детаљан систем одводњавања уграђен је у џиновског Буду када је изграђен и још увек је у исправном стању. Подразумева дренажне цеви урезане на разним местима на телу, да би се сливала вода после киша како би се смањио временски утицај на статуу.
Када је исклесан џиновски Буда, изграђена је огромна тринаестоспратница од дрвета, како би га заштитила од кише и сунца. Монголи су ову структуру уништили и опљачкали током ратова на крају владавине династије Јуан. Од тада је камена статуа изложена непогодама.

## Деградација
Џиновски Буда у Лешану је под утицајем загађења које произлази из необузданог развоја у региону. Према новинској агенцији Шинхуа, џиновски Буда и многа кинеска места природног и културног наслеђа у региону пропадају због временских услова, загађења ваздуха и великог броја туриста. Влада је најавила рестаураторске радове.

## Састав
Целокупно уметничко дело је израђено у камену, осим ушију које су направљене од дрвета, покривене блатом на површини да би се направила глина и причвршћене за главу.

## Димензије
Висока 71 метар, статуа приказује Маитреју Буду у седећем положају са рукама ослоњеним на колена. Постоји локална изрека: „Планина је Буда, и Буда је планина“. То је делимично због тога што се сматра да је планински ланац у којем се налази џиновски Буда обликован као успавани Буда када се гледа са реке, а џиновски Буда као његово срце.
Ова статуа, исклесана у планини Лингјун, највећа је и највиша камена статуа Буде на свету (виши од ње је само модерни Тајландски Буда, направљен од бетона). Коса џиновског Буде састоји се од 1.021 спиралних увојака уграђених у његову главу чија висина износи 14,7 метара, а ширина 10 метара. Његове уши дуге су 7 метара. Има обрве дуге 5,6 метара, прсте дуге 8,3 метра, рамена широка 24 метра и нос дугачак 5,6 метара. Његова уста и свако око имају ширину од 3,3 метра (11 стопа). Његов наслон који је широк око 8,5 метара може да прими стотинак људи, а најмањи нокат на нози довољно је велик да једна особа може да седи на њему. Ова статуа је висока десет спратова, што се може упоредити са величином Кипа слободе ако би Буда стајао усправно. Будино тело је постављено у симетричном положају и пропорције његових различитих делова тела су пропорционалне у складу са традиционалним захтевима статуе. Мирне је форме, која одговара стилу статуа династије Танг.

## Одводњавање
Иза Будине главе и између његова два уха, налази се јединствени и напредни дренажни систем за заштиту статуе од ерозије. Постоји неколико скривених олука и канала по Будиној коси, оковратнику, прсима и рупама на задњим деловима његових ушију који усмеравају кишницу да би унутрашња подручја била сува. Овај сложени архитектонски систем спречава ерозију статуе већ 1.200 година.

## Заштита
После оснивања Народне Републике Кине, џиновски Буда у Лешану је 1956. године проглашен културном реликвијом и стављен под заштиту провинцијског народног одбора Сичуана. 1996. године, Унесков комитет за светску баштину уврстио је Лешанског Буду на листу светског културног и природног наслеђа. Током 1998. године формално је основан Комитет за управљање живописним простором џиновског Буде у Лешану. Обим контроле управног одбора достигао је 17,88 квадратних километара. Од 2008. године формално је основан Комитет за управљање живописним подручјем планине Емеи - Лешански џиновски Буда, чији је главни задатак развој туристичких ресурса за планину Емеи и џиновског Буду. Од 24. марта 2002, званично је започела прва фаза пројекта поправке џиновског Буде од стране Светске банке. Пројекат је подразумевао потпуно обнављање Буде од груди до главе, а затим јачање стенског зида. Од 23. јуна 2002, започета је друга фаза пројекта конзервације џиновског Буде. Током ове фазе поправљене су стене на Будиним ногама и поправљен је еродирани део стене испод нивоа воде.

## Туризам
Као једно од шест места светске културне баштине у провинцији Сичуан, ово место прима бројне туристичке посете. Од 2001. до 2003. године сврстано је на друго место по популарности међу провинцијским баштинама са 1,4 до 1,5 милиона посетилаца годишње. Током 2004. године дошло је до драстичног повећања на 2,1 милион посетилаца. Од 2005. до 2007. било је од 2,3 до 2,8 милиона посетилаца годишње, што је више од свих осталих локација.
Поред главне атракције, на десетине стаза кроз планину могу се истражити пешице. Људи долазе из целог света да посете Маитреју. Да би га погледали изблиза, постоји пешачка стаза која посетиоцима омогућава да имају другачији поглед на Будино тело кроз више перспектива. Важно је напоменути да су тамо планинарске стазе стрме и уске. Да би се доживео панорамски поглед, доступни су чамци за разгледање са реке.

## Галерија
- Литица са леве стране статуе.
- Поглед на статуу са подножја.
- Поглед са врха.
- Поглед на главу са степеништа.
- Стаза ка статуи.
- Детаљан поглед на главу статуе.